# Tinggarbuntut
Tinggarbuntut is een bestuurslaag in het regentschap Mojokerto van de provincie Oost-Java, Indonesië. Tinggarbuntut telt 1752 inwoners (volkstelling 2010).